# カターニア県

カターニア県
Città metropolitana di Catania

カターニア県（カターニアけん、イタリア語: Città metropolitana di Catania）は、イタリア共和国シチリア州に属する県の一つ。県都カターニア（カターニャ）はシチリア島第二の都市である。また、ヨーロッパ最大の活火山であるエトナ火山は県北部に位置する。
法制上の位置づけは、2015年9月4日に従来の県（Provincia）から大都市圏（Città metropolitana）に移行した。
イタリア語版ウィキペディア等では廃止された Provincia di Catania と新設された Città metropolitana di Catania が別項目になっているが、便宜上双方を「カターニア県」として本項で扱う。

## 名称
標準イタリア語以外では以下の名称を持つ。
- シチリア語: Pruvincia di Catania

## 地理

### 位置・広がり
シチリア島東部に位置する県で、東はイオニア海（地中海）に面する。県都カターニアは県域北東部のイオニア海沿岸に位置し、シラクサから北北西へ約51km、エンナから東へ約72km、メッシーナから南南西へ約87km、州都パレルモから東南東へ約166kmの距離にある。
北をメッシーナ県、西をエンナ県、南西をカルタニッセッタ県、南をラグーザ県、南東をシラクーザ県と接する。

### 主要な都市
2001年の国勢調査に基づく居住地区（Località abitata）別人口統計によれば、人口3万人以上の都市は以下の通り。
- カターニア - 311,647人
- アチレアーレ - 48,950人
- パテルノー - 44,347人
- ミステルビアンコ - 41,754人
- カルタジローネ - 34,738人
- アドラーノ - 33,996人

- カターニア
- アチレアーレ
- カルタジローネ

## 行政区画
カターニア県には58のコムーネが属する。主要なコムーネ（人口上位10位）は下表の通り。左端の数字はISTATコードを示す。人口は2023年1月1日現在。
| コード | 自治体名                       | 人口    |
| ------ | ------------------------------ | ------- |
| 087015 | カターニア                     | 298,762 |
| 087004 | アチレアーレ                   | 50,515  |
| 087033 | パテルノー                     | 45,162  |
| 087029 | ミステルビアンコ               | 49,017  |
| 087011 | カルタジローネ                 | 35,765  |
| 087006 | アドラーノ                     | 33,899  |
| 087024 | マスカルチーア                 | 31,964  |
| 087003 | アーチ・カテーナ               | 27,790  |
| 087017 | ジャッレ                       | 26,510  |
| 087019 | グラヴィーナ・ディ・カターニア | 25,185  |

## 文化・観光

### 世界遺産
県都カターニアをはじめ、カルタジローネ、ミリテッロ・イン・ヴァル・ディ・カターニアの街並みは、世界遺産「ヴァル・ディ・ノートの後期バロック様式の町々」の一部に指定されている。

### スポーツ
サッカー
県内に本拠を置くプロサッカークラブとしては以下がある。所属リーグは2012-13シーズン。
- カルチョ・カターニア （カターニア） - セリエA（1部リーグ）

カルチョ・カターニアとUSチッタ・ディ・パレルモとの対戦はシチリア・ダービー（デルビー・ディ・シチリア）と呼ばれる。2007年にはカターニアのスタディオ・アンジェロ・マッシミーノにおいて死傷者を出したカターニアのサッカー暴動が発生し、イタリアのサッカー界に大きな衝撃を与えた。このほか、かつては同じくカターニアを本拠とするアトレティコ・カターニア (it)  が1990年代にセリエC1（3部リーグ）で活動していた。

## 人物

### 著名な出身者
- ヴィンチェンツォ・ベッリーニ - 19世紀の作曲家。カターニア生まれ。
- ルイジ・カプアーナ（英語版） - 19-20世紀の作家。ミネーオ生まれ。
- ジョヴァンニ・ヴェルガ - 19-20世紀の作家。カターニア生まれ。
- マリオ・シェルバ - イタリア共和国首相、欧州議会議長。カルタジローネ生まれ。
- エットーレ・マヨラナ - 物理学者。カターニア生まれ。
- エミリオ・グレコ - 彫刻家・画家。カターニア生まれ。
- ジュゼッペ・ディ・ステファーノ - オペラ歌手。モッタ・サンタナスタージア生まれ。
- アルド・クレメンティ - 作曲家。カターニア生まれ。
- フランコ・バッティアート - 歌手・プロデューサー。リポスト生まれ。
- アンジェロ・ダリーゴ - 飛行家・冒険家。カターニア生まれ。
- オラツィオ・ファゴーネ - スピードスケート選手。カターニア生まれ。